# Ormosia profesta
Ormosia profesta är en tvåvingeart som beskrevs av Alexander 1936. Ormosia profesta ingår i släktet Ormosia och familjen småharkrankar. Inga underarter finns listade i Catalogue of Life.